# Жюльєн Жанп'єр
Жюльєн Жанп'єр (фр. Julien Jeanpierre; нар. 10 березня 1980) — колишній французький тенісист.
Найвищу одиночну позицію світового рейтингу — 133 місце досяг 23 серпня 2004, парну — 171 місце — 9 жовтня 2006 року.
Найвищим досягненням на турнірах Великого шолома було 3 коло в одиночному розряді.

## Юніорські фінали турнірів Великого шолома

### Одиночний розряд: 1 (1 перемога)
| Результат | Рік  | Турнір                                 | Покриття | Суперник           | Рахунок       |
| --------- | ---- | -------------------------------------- | -------- | ------------------ | ------------- |
| Перемога  | 1998 | Відкритий чемпіонат Австралії з тенісу | Тверде   | Андреас Вінчігерра | 4–6, 6–4, 6–3 |

### Парний розряд: 2 (1–1)
| Результат | Рік  | Турнір                                 | Покриття | Партнер          | Суперники               | Рахунок       |
| --------- | ---- | -------------------------------------- | -------- | ---------------- | ----------------------- | ------------- |
| Поразка   | 1997 | Відкритий чемпіонат Франції з тенісу   | Ґрунт    | Арно Ді Паскуале | Хосе Де Армас Луїс Орна | 4–6, 6–2, 5–7 |
| Перемога  | 1998 | Відкритий чемпіонат Австралії з тенісу | Тверде   | Жером Енель      | Мірко Пегар Ловро Зовко | 6–3, 6–3      |

## Досягнення
| W | Ф | ПФ | ЧФ | #Р | КТ | К# | DNQ | A | NH |

### Одиночний розряд
| Турніри Великого шлему                 |     |     |     |     |     |     |       |      |     |
| Відкритий чемпіонат Австралії з тенісу |     |     | К1р |     | К1р |     | 0 / 0 | 0–0  | –   |
| Відкритий чемпіонат Франції з тенісу   | К1р | 3р  |     |     | К1р | К1р | 0 / 1 | 2–1  | 67% |
| Вімблдонський турнір                   |     |     |     |     |     |     | 0 / 0 | 0–0  | –   |
| Відкритий чемпіонат США з тенісу       |     | К1р |     |     | К1р |     | 0 / 0 | 0–0  | –   |
| В-П                                    | 0–0 | 2–1 | 0–0 | 0–0 | 0–0 | 0–0 | 0 / 1 | 2–1  | 67% |
| Тур ATP Мастерс 1000                   |     |     |     |     |     |     |       |      |     |
| Індіан-Веллс                           |     |     | К2р |     |     |     | 0 / 0 | 0–0  | –   |
| Мастерс Канада                         |     | К2р |     |     |     |     | 0 / 0 | 0–0  | –   |
| Мастерс Цинциннаті                     |     | К1р |     |     |     |     | 0 / 0 | 0–-0 | –   |
| В-П                                    | 0–0 | 0–0 | 0–0 | 0–0 | 0–0 | 0–0 | 0 / 0 | 0–0  | –   |

## Фінали ATP Челленджер і ITF Ф'ючерс

### Одиночний розряд: 12 (8–4)
| Легенда              |
| -------------------- |
| ATP Челленджер (3–0) |
| ITF Ф'ючерс (5–4)    |

| Фінали за покриттям |
| ------------------- |
| Тверде (3–2)        |
| Ґрунт (5–2)         |
| Трава (0–0)         |
| Килим (0–0)         |

| Результат | В-П | Дата     | Турнір                       | Рівень     | Покриття | Суперник               | Рахунок            |
| --------- | --- | -------- | ---------------------------- | ---------- | -------- | ---------------------- | ------------------ |
| Перемога  | 1–0 | Лип 2002 | Єгипет F1, Dokki             | Ф'ючерс    | Ґрунт    | Карім Маамун           | 6–2, 6–3           |
| Поразка   | 1–1 | Сер 2002 | Єгипет F2, Гіза              | Ф'ючерс    | Ґрунт    | Майлс Маклаган         | 2–6, 4–6           |
| Перемога  | 2–1 | Сер 2002 | Єгипет F3, Мааді             | Ф'ючерс    | Ґрунт    | Владимир Павичевич     | 6–3, 6–0           |
| Перемога  | 3–1 | Чер 2003 | Німеччина F5, Фрізенгайм     | Ф'ючерс    | Ґрунт    | Жером Енель            | 5–7, 6–4, 7–5      |
| Перемога  | 4–1 | Чер 2003 | Франція F11, Тулон           | Ф'ючерс    | Ґрунт    | Олів'є Пасьянс         | 7–5, 5–7, 6–1      |
| Поразка   | 4–2 | Лют 2004 | Франція F2, Фешероль         | Ф'ючерс    | Тверде   | Марк Жікель            | 6–3, 2–6, 6–7(4–7) |
| Перемога  | 5–2 | Лют 2004 | Шербур, Франція              | Челленджер | Тверде   | Роко Каранушич         | 6–1, 6–2           |
| Перемога  | 6–2 | Сер 2004 | Бронкс, США                  | Челленджер | Тверде   | Петер Весселс          | 7–6(7–4), 3–6, 6–3 |
| Поразка   | 6–3 | Жов 2006 | Франція F18, Ла-Рош-сюр-Іон  | Ф'ючерс    | Тверде   | Лукаш Росол            | 5–7, 3–6           |
| Перемога  | 7–3 | Лис 2006 | Кавана, Австралія            | Челленджер | Тверде   | Лу Єн-Сун              | 6–3, 1–6, 6–4      |
| Поразка   | 7–4 | Лип 2008 | Франція F12, Нантей-ан-Валле | Ф'ючерс    | Ґрунт    | Жонатан Даньєр Де Вежі | 6–7(5–7), 7–5, 3–6 |
| Перемога  | 8–4 | Лют 2009 | Франція F1, Баньоль-де-л'Орн | Ф'ючерс    | Ґрунт    | Яннік Мертенс          | 6–1, 3–6, 6–3      |

### Парний розряд: 26 (10–16)
| Легенда              |
| -------------------- |
| ATP Челленджер (0–4) |
| ITF Ф'ючерс (10–12)  |

| Фінали за покриттям |
| ------------------- |
| Тверде (2–4)        |
| Ґрунт (8–12)        |
| Трава (0–0)         |
| Килим (0–0)         |

| Результат | В-П   | Дата     | Турнір                         | Рівень     | Покриття | Партнер               | Суперники                                      | Рахунок                 |
| --------- | ----- | -------- | ------------------------------ | ---------- | -------- | --------------------- | ---------------------------------------------- | ----------------------- |
| Перемога  | 1–0   | Лип 1999 | Іспанія F3, Денія              | Ф'ючерс    | Ґрунт    | Оскар Ернандес        | Тім Крічтон Тодд Перрі                         | 6–2, 7–6                |
| Поразка   | 1–1   | Сер 1999 | Іспанія F7, Ірун               | Ф'ючерс    | Ґрунт    | Карлос Мартінес-Комет | Андрес Шнейтер Марсело Вовк                    | 6–7, 5–7                |
| Поразка   | 1–2   | Чер 2001 | Італія F6, Верона              | Ф'ючерс    | Ґрунт    | Стефано Коболлі       | Дієго Альварес Науель Фракассі                 | 1–4 ret.                |
| Поразка   | 1–3   | Сер 2002 | Єгипет F2, Гіза                | Ф'ючерс    | Ґрунт    | Сільвен Шарр'є        | Томаш Янчі Міхал Варшаньї                      | 4–6, 3–6                |
| Поразка   | 1–4   | Лип 2003 | Ольбія, Італія                 | Челленджер | Ґрунт    | Майк Шайдвайлер       | Вінченцо Сантопадре Алессіо Ді Мауро           | 6–2, 4–6, 2–6           |
| Поразка   | 1–5   | Січ 2004 | ОАЕ F1, Дубай                  | Ф'ючерс    | Тверде   | Едуар Роже-Васслен    | Іво Клець Ярослав Левинський                   | 4–6, 5–7                |
| Поразка   | 1–6   | Сер 2005 | Іспанія F20, Ірун              | Ф'ючерс    | Ґрунт    | Огюстен Гансс         | Марк Форнель-Местрес Даніель Монедеро-Гонсалес | 4–6, 4–6                |
| Перемога  | 2–6   | Жов 2005 | Франція F16, Невер             | Ф'ючерс    | Тверде   | Жан-Мішель Пекері     | Девід Шервуд Кайл Спенсер                      | 6–4, 6–7(7–9), 7–5      |
| Перемога  | 3–6   | Жов 2005 | Франція F18, Ла-Рош-сюр-Іон    | Ф'ючерс    | Тверде   | Ніколя Ренаван        | Дарко Мадяровський Петар Попович               | 0–6, 6–3, 6–4           |
| Поразка   | 3–7   | Січ 2006 | Франція F1, Довіль (Кальвадос) | Ф'ючерс    | Ґрунт    | Ніколя Ренаван        | Марко Груньйола Алессандро Да Коль             | 6–7(5–7), 6–4, 5–7      |
| Поразка   | 3–8   | Лют 2006 | Франція F2, Фешероль           | Ф'ючерс    | Тверде   | Ніколя Ренаван        | Девід Коррі Себастьян Фіц                      | 4–6, 7–5, 4–6           |
| Поразка   | 3–9   | Тра 2006 | Загреб, Хорватія               | Челленджер | Ґрунт    | Ніколя Ренаван        | Їв Аллегро Міхал Мертіняк                      | 1–6, 2–6                |
| Перемога  | 4–9   | Чер 2006 | Франція F8, Блуа               | Ф'ючерс    | Ґрунт    | Давид Гез             | Томаш Беднарек Філіп Урбан                     | 6–7(3–7), 6–1, 7–6(7–5) |
| Поразка   | 4–10  | Лип 2006 | Франція F9, Тулон              | Ф'ючерс    | Ґрунт    | Давид Гез             | Карлос Поч-Градін Карлес Рейксач Ітойс         | 3–6, 4–6                |
| Поразка   | 4–11  | Лип 2006 | Бельгія F1, Ватерлоо           | Ф'ючерс    | Ґрунт    | Жордан Добль          | Микита Кривонос Лукаш Росол                    | 2–6, 3–6                |
| Поразка   | 4–12  | Сер 2006 | Сан-Марино, Сан-Марино         | Челленджер | Ґрунт    | Жером Енель           | Серхіо Ройтман Максімо Гонсалес                | 3–6, 4–6                |
| Перемога  | 5–12  | Січ 2008 | Іспанія F1, Менорка            | Ф'ючерс    | Ґрунт    | Ксав'є Пюжо           | Александрос Якуповіч Карлос Поч-Градін         | 3–6, 6–4, [10–5]        |
| Перемога  | 6–12  | Січ 2008 | Іспанія F2, Майорка            | Ф'ючерс    | Ґрунт    | Ксав'є Пюжо           | Григор Димитров Хуан Альберт Вілока            | 7–5, 6–2                |
| Поразка   | 6–13  | Бер 2008 | Франція F5, Пуатьє             | Ф'ючерс    | Тверде   | Жосслен Уанна         | Рубен Бемельманс Стефан Ваутерс                | 5–7, 4–6                |
| Перемога  | 7–13  | Чер 2008 | Франція F8, Блуа               | Ф'ючерс    | Ґрунт    | Ксав'є Пюжо           | Олів'є Шарруен Матьє Родрігес                  | 6–4, 6–2                |
| Перемога  | 8–13  | Лип 2008 | Франція F10, Монтобан          | Ф'ючерс    | Ґрунт    | Жан-Батіст Перлан     | Марк Ораду Жонатан Ейссерік                    | 7–6(7–2), 6–1           |
| Поразка   | 8–14  | Сер 2008 | Ґрац, Австрія                  | Челленджер | Ґрунт    | Ніколя Ренаван        | Геральд Мельцер Юрген Мельцер                  | 6–1, 6–7(8–10), [4–10]  |
| Перемога  | 9–14  | Кві 2009 | Франція F7, Грасс              | Ф'ючерс    | Ґрунт    | Жан-Крістоф Форель    | Матьє Монло Крістоф Скарта                     | 6–4, 6–2                |
| Перемога  | 10–14 | Чер 2009 | Франція F8, Блуа               | Ф'ючерс    | Ґрунт    | Ніколя Ренаван        | Жеремі Бланден П'єррік Їсерн                   | 6–4, 6–4                |
| Поразка   | 10–15 | Чер 2009 | Франція F9, Тулон              | Ф'ючерс    | Ґрунт    | Ніколя Ренаван        | Огюстен Гансс Леонарду Таваріш                 | 2–6, 2–6                |
| Поразка   | 10–16 | Вер 2009 | Франція F15, Плезір            | Ф'ючерс    | Тверде   | Ніколя Ренаван        | Олів'є Шарруен Александер Ренар                | 1–6, 6–4, [8–10]        |